# Битва при Болимове
Сражение при Болимове или Бои при Воле Шидловской — сражение на восточном фронте Первой мировой войны между 9-й армией генерала Августа фон Макензена и 2-й армией генерала Владимира Смирнова под Болимовом в Польше. Первая попытка применения немецкими войсками химического оружия в крупных масштабах.

## Военно-стратегическая ситуация
Основной стратегической задачей немцев на 1915 г. был разгром русской армии и вывод России из войны. Это предполагалось осуществить, прорвав оборону русской армии последовательными фланговыми ударами из Восточной Пруссии и Галиции. Немецкое наступление из Восточной Пруссии было запланировано на середину февраля 1915 года. Чтобы отвлечь внимание русского командования от этого участка фронта, было решено провести частную операцию силами 9-й армии на варшавском направлении. В период 16 — 24 января развернулись боевые действия у Болимова и Воли Шидловской.
16 января 4-я немецкая пехотная дивизия осуществила несколько предварительных атак на участке фронта южнее Болимова, в направлении Гумина. После двухчасовой артиллерийской подготовки части русской 55-й стрелковой дивизии были выбиты из окопов. В ночь на 17 января русская пехота, совершив несколько контратак, выбила противника из захваченных им накануне окопов. Попытки немцев возобновить атаки до вечера были отбиты пулеметным и артиллерийским огнем.
Для нового наступления на Гумин командующий немецкой 9-й армией генерал-полковник Август фон Макензен сосредоточил войска усиленного XVII армейского корпуса и I резервного корпуса — шесть дивизий. Слева атаку должна была поддерживать 26-я пехотная дивизия XIII армейского корпуса, справа — силы группы генерала Фридриха фон Шольца. Немцы сосредоточили до 40 тысяч человек и 92 батареи с 596 орудиями, из них 150 тяжелых, и две австрийские 305 мм мортиры.

## Ход боёв
В 8.30 31 января был открыт шквальный артиллерийский огонь, в том числе химическими снарядами Таппена, по русским позициям 6-го армейского корпуса в районе Гумина и Воли Шидловской. Затем начались атаки, в основном против 4-й и 55-й пехотных дивизий. К 16 часам немцы выбили из окопов части 4-й, 27-й и 55-й дивизий и захватили господский двор Воля Шидловская и винокуренный завод при ней.
Введённые в бой 59-я пехотная и 13-я Сибирская дивизии в 5 часов утра 1 февраля предприняли контратаку, которая не увенчалась успехом. В 16 часов немцы возобновили наступление, но к ночи большая часть их атак была отбита.
2 февраля германскими войсками был занят Гумин.
3 февраля немцы атаковали фланг сектора генерал-майора П. Захарова. «Генерал Гурко насчитал на 3 февраля восемь полков «переставших существовать», а на следующий число это увеличилось еще двумя. Гурко не верил в успех и не один раз поднимал вопрос об отводе этого участка на тыловую позицию, но штаб фронта настаивал на «ликвидации прорыва» и «именем главнокомандующего» предлагал генералу Смирнову (командующему 2-й армией) «по меньшей мере упорное удержание занятого положения и переход с него в наступление для восстановления прежнего положения». На усиление группы Гурко была направлена 3-я Сибирская стрелковая дивизия, а соседняя 1-я армия генерала от кавалерии Литвинова должна была организовать отвлекающее наступление силами 1-го Сибирского корпуса, усиленного 14-й Сибирской дивизией и 3-й Туркестанской бригадой.
4 февраля «в спешных и неупорядоченных, веденных без артиллерийской подготовки атаках, между прочим на вооруженный пулеметами винокуренный завод все накопленные десять дивизий были сильно
расстроены… Совершенно открытая и ровная местность и мерзлый грунт исключали возможность закрепляться; заранее подготовленных в тылу окопов, которые можно было бы теперь использовать, хотя бы для первой зацепки, не было. Поэтому части все таяли, перемешивание увеличивалось».
5 февраля к месту боёв была подведена сводная дивизия из состава 5-й армии, и в ночь с 6 на 7 февраля назначена «решительная атака» одновременно с атакою своего участка 1-м Сибирским корпусом.
7 февраля «по наблюдению офицера-наблюдателя огнем тяжелого полевого дивизиона, крепостных батарей и батарей 4-го сибирского мортирного дивизиона винокуренный завод разрушен, господский двор у Воли Шидловской развален…». Сама Воля Шидловская осталась в руках немцев.
С началом германского наступления под Праснышем бои на этом участке фронта постепенно сошли на нет, приобретя в основном позиционный характер.

## Использование химического оружия
Наступление 31 января началось с обстрела русских позиций артиллерийскими химическими снарядами Таппена. Всего было выпущено 18000 снарядов, что составляло 72 т. смеси бромистого ксилила и бромистого ксилилена (слезоточивые газы). Наблюдать за обстрелом прибыл генерал-квартирмейстер штаба главнокомандующего Восточным фронтом Макс Гофман, но результаты обстрела его разочаровали. Причиной неудачи обстрела русских позиций «черной гранатой Т» стала низкая температура атмосферного воздуха. Летучесть бромистого ксилила и бромистого ксилилена оказалась в этих условиях недостаточной для создания концентраций их паров, при которых возможно достижение боевого эффекта.
Утверждение немецкой стороны, в том числе Э. Людендорфа, М. Гофмана, генерал-лейтенанта К. Моргена, что действие ксилилбромида на морозе ослабло, и поэтому применение газа оказалось неудачным не соответствуют действительности. Согласно докладам командиров русских частей, участвовавших в сражении, сторонним свидетелям и воспоминаниям немецких офицеров, множество людей, надышавшись ксилилбромидом, на несколько часов падало в обморок («кому») и не подавало никаких признаков жизни.
Так командир 6-го корпуса генерал В. И. Гурко писал: «Мне донесли, что наши траншеи буквально завалены трупами русских и германских солдат, ввиду чего в других местах начато рытьё новых окопов. Старые траншеи закопали, использовав их в качестве братских могил. В то время ещё не было морозов, и за ночь работа была закончена. Однако на следующее утро я получил дополнительное сообщение в том смысле, что в лесу обнаружены тела солдат, находящиеся в бессознательном состоянии и почти не подающих признаки жизни, и что ещё примерно двести человек в подобном же состоянии отправлено в тыл. В то же утро, но много позднее большинство из этих людей пришли в сознание. Естественно, в первую очередь сами собой напрашивались два вопроса: какова была причина столь необычного происшествия и не может ли оказаться, что некоторые из погибших солдат в момент погребения были ещё живы, но находились в такой же коме? Одновременно офицеры медицинской службы доложили, что от одежды доставленных к ним в полубессознательном состоянии людей исходит отчетливый запах формалина. Уцелевшие в бою подтвердили, что во время артиллерийского обстрела тот же самый запах был намного сильнее, чему во время атаки не придали никакого значения, думая, что так пахнет какое-то новое взрывчатое вещество. Никто не подозревал, каковы будут результаты распространения этих газов».
Командир 98-го пехотного полка подполковник И. Г. Вагель писал в своём донесении вышестоящему командованию, что газы «выедали глаза и <…>многие (солдаты) падали в бессознательное состояние».
По свидетельству начальника боевого участка 1-й бригады 25-й пехотной дивизии генерал-майора Д. К. Гунцадзе от разрывов снарядов с ксилилбромидом «целые взводы падали в обморочное состояние».
Факт массовых глубоких обмороков подтверждал и другой участник Болимовского сражения. Он писал в своём письме, что немцы обстреливали русские позиции «ядовитыми снарядами, от которых солдаты падают без чувств, как мухи».
Русский военный корреспондент А. И. Ксюнин, бывший свидетелем химической атаки, писал:

С рассветом неожиданно стали подползать и подходить солдаты. Показалось странным. Впереди никого кроме немцев и не похороненных трупов, а вдруг идут свои, неизвестно откуда.
Солдаты шатались, бледные, с воспалёнными глазами, слабые, плохо держались на ногах.
— Откуда?
— Из окопов… Верно после боя уснули… Очнулись к утру… Голова тяжёлая, всё тело ломит…
Солдаты ползли сначала поодиночке, потом их накопился длинный хвост — человек триста. Пошли осматривать недавнее место боя. Оно на виду у неприятеля и пришлось пробираться с большой опаской. Стали разбирать трупы и заметили, что многие вовсе без ран. Прислушались к сердцу, потрогали пульс — как будто живые. Некоторые тут же очнулись и против вчерашнего потери выходили не такими большими.
Солдаты, которых считали погибшими, пролежали всю ночь на земле, рядом с трупами, одурманенные удушливыми газами.
— 
О поражающих свойствах ксилилбромида написал в своём дневнике и офицер 49-го немецкого пехотного полка Айзерман: «Вчера вечером наша артиллерия обстреливала снарядами, начинёнными газами, вражеские позиции. От вдыхаемого мною газа и дневных тревог я заснул непробудным сном, что стало для меня полной неожиданностью. Когда я проснулся на следующее утро, то вызвал к себе дежурного подофицера Лаабса, который ночью следил за солдатами, доставлял питание и почту. Я не проснулся к утренней поверке своей роты, хотя <…>(пытаясь разбудить Айзермана) он (Лаабс) испробовал всё. Будучи очень ответственным человеком, он тряс меня в присутствии свидетелей, чтобы произвести доклад. Напрасно — я спал как убитый».
Химическую атаку под Болимовым принято считать первой, хотя и ранее в военное время использовались разные химические препараты. Но ранее все средства типа грибов-трутовиков, подожженного острого перца, серы не являлись орудием массового убийства. Они лишь помогали выкурить противника из обороняющихся укрытий.